# Сара Софія Естергазі
 Сара Софія Естергазі де Галата (угор. Esterházy Sára Zsofia), (нар. 16 березня 1848 — пом. 22 лютого 1885) — принцеса Естергазі де Галата з роду Естергазі, донька 9-го князя Естергазі де Галата Міклоша III та британської аристократки Сари Чайльд-Вілльєрс, дружина князя Миколая Гогенлое-Вальденбурга-Шиллінгсфюрста.

## Біографія
Сара Софія народилася 16 березня 1848 у Відні, якраз на початку революційних дій. Вона була четвертою дитиною та старшою донькою в родині угорського принца Міклоша Естергазі та його дружини Сари Чайльд-Вілльєрс. Дівчинка мала старших братів Антала та Алайоша. Ще один брат помер до її народження. Згодом у неї з'явилася молодша сестра Марія Терезія та брат Антал Міклош. Жила родина у Відні.
Шлюб батьків був щасливим, однак матір тривалий час страждала від кашлю і померла, коли Сарі Софії було 6. 
У віці 21 року Сара Софія вийшла заміж за 27-річного принца Миколая Гогенлое-Вальденбурга-Шиллінгсфюрста, старшого сина князя Гогенлое-Вальденбург-Шиллінгсфюрст Фрідріха Карла. Весілля відбулося у Відні 6 липня 1869-го. 
Наприкінці 1884 року Миколай успадкував від батька титул князя Гогенлое-Вальденбург-Шиллінгсфюрст.
Тривалий час у подружжя не було дітей. Їхня єдина донька народилася лише за сімнадцять років після весілля Сара Марія (1885—1938) — дружина графа Карла Йозефа Тун-Гогенштайн, мала сина та доньку.
За два дні після її народження Сара Софія померла. Миколай більше не одружувався. Він пережив дружину лише на півтора року і пішов з життя у Вальденбурзі восени 1886-го.